# Academia de Cine de Miroslav Ondříček en Písek
El Academia de Cine de Miroslav Ondříček en Písek (en checo: Filmová akademie Miroslava Ondříčka v Písku) es una escuela privada situada en el sur de Bohemia en Písek, República Checa.  La escuela lleva el nombre de Miroslav Ondříček, un director de fotografía Checo y patrono de la escuela. La escuela ofrece licenciaturas, maestrías y cursos de formación profesional en la escritura de guiones, dirección, fotografía, sonido y edición.  La escuela cuenta con un Programa de Estudios Internacionales de Cine, que consiste en curso de cine de un año intensivo en idioma Inglés, en dirección, producción, escritura de guiones, sonido y edición, cinematografía y animación. Cada otoño, la escuela organiza un festival internacional de cine de estudiantes.